# Dick Mayer
Dick Mayer, född 28 augusti 1924 i Saint Petersburg i Florida,[källa behövs] död 2 juni 1989, var en amerikansk golfspelare.
Mayer vann majortävlingen US Open 1957 på Inverness Club i Toledo i Ohio. Han gick de fyra rundorna på 282 slag och delade ledningen med Cary Middlecoff. Han vann efter särspel med sju slag. Han ställde upp i US Open 13 gånger.
Efter tävlingen fick Mayer kritik för sitt osportsliga uppträdande då han kom till särspelet med en solstol. Det var hans sätt att uttrycka sitt ogillande mot Cary Middlecoffs långsamma spel.
Han vann penningligan på PGA-touren 1957 och samma år spelade han med det amerikanska Ryder Cup-laget.
| Majorsegrare genom tiderna                                                                                   |            |            |               |                  |
| 200 olika spelare har vunnit i herrarnas majortävlingar. Dick Mayer var den 97:e spelaren som vann en major. |            |            |               |                  |
| 1:a | 96:e       | 97:e       | 98:e          | 200:e            |
| Willie Park Sr                                                                                               | Jack Burke | Dick Mayer | Lionel Hebert | Louis Oosthuizen |
| Lista över golfens majorsegrare                                                                              |            |            |               |                  |